# Qingyang

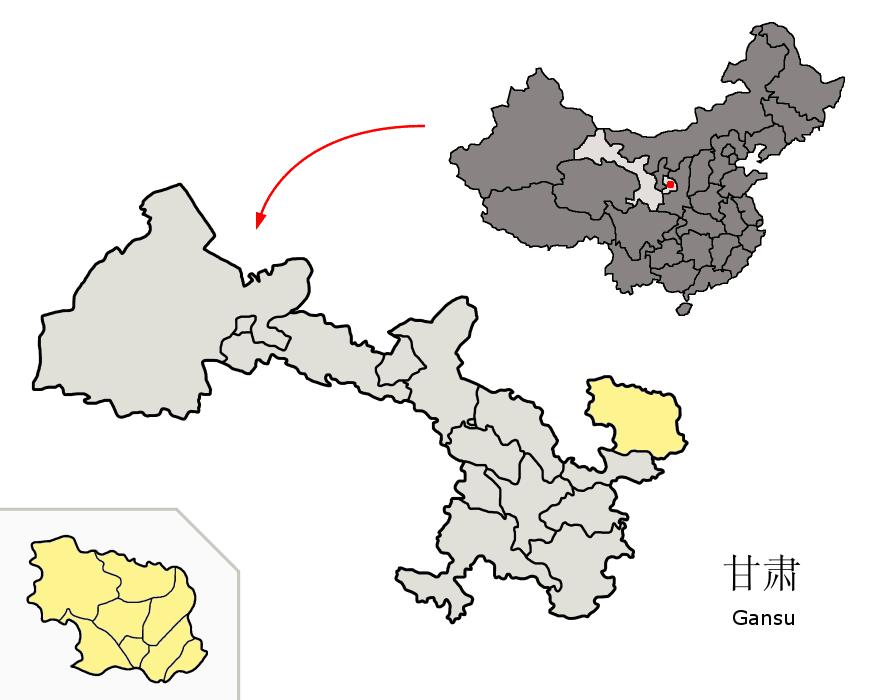
Lage von Qingyang in der Provinz Gansu

Qingyang (chinesisch 庆阳市, Pinyin Qìngyáng Shì) ist eine bezirksfreie Stadt der chinesischen Provinz Gansu. Qingyang hat eine Fläche von 27.220 km² und zählt 2.266.600 Einwohner (Stand: Ende 2018). In dem eigentlichen städtischen Siedlungsgebiet von Qingyang leben 181.780 Menschen (Zensus 2010).

## Administrative Gliederung
Auf Kreisebene setzt sich die bezirksfreie Stadt Qingyang aus einem Stadtbezirk und sieben Kreisen zusammen. Diese sind:
- Stadtbezirk Xifeng - 西峰区 Xīfēng Qū; 997 km², 374.800 Einwohner, Regierungssitz in der Jiulong nanlu 九龙南路;
- Kreis Qingcheng - 庆城县 Qìngchéng Xiàn; 2.692 km², 269.900 Einwohner, Hauptort: Großgemeinde Qingcheng 庆城镇;
- Kreis Huan - 环县 Huán Xiàn; 9.249 km², 312.800 Einwohner, Hauptort: Großgemeinde Huancheng 环城镇
- Kreis Huachi - 华池县 Huáchí Xiàn; 3.871 km², 134.100 Einwohner, Hauptort: Großgemeinde Rouyuan 柔远镇
- Kreis Heshui - 合水县 Héshuǐ Xiàn; 2.942 km², 154.000 Einwohner, Hauptort: Großgemeinde Xihuachi 西华池镇
- Kreis Zhengning - 正宁县 Zhèngníng Xiàn; 1.314 km², 184.600 Einwohner, Hauptort: Großgemeinde Shanhe 山河镇
- Kreis Ning - 宁县 Níng Xiàn; 2.654 km², 412.400 Einwohner, Hauptort: Großgemeinde Xinning 新宁镇
- Kreis Zhenyuan - 镇原县 Zhènyuán Xiàn; 3.501 km², 424.000 Einwohner, Hauptort: Großgemeinde Chengguan 城关镇.